# Reijo Vähälä
Reijo Vähälä (ur. 7 marca 1946 w Alajärvi, zm. 27 września 2024) – fiński lekkoatleta, specjalista skoku wzwyż, medalista mistrzostw Europy z 1969.
Wystąpił na europejskich igrzyskach halowych w 1969 w Belgradzie, gdzie zajął 11. miejsce.
Zdobył srebrny medal w skoku wzwyż na mistrzostwach Europy w 1969 w Atenach, przegrywając jedynie z Walentinem Gawriłowem ze Związku Radzieckiego, a wyprzedzając Erminio Azzaro z Włoch. Wszyscy medaliści uzyskali tę samą wysokość 2,17 m.
Zajął 10. miejsce na halowych mistrzostwach Europy w 1970 w Wiedniu. Odpadł w kwalifikacjach na mistrzostwach Europy w 1971 w Helsinkach.
Był mistrzem Finlandii w 1966 i 1970. Trzykrotnie poprawiał rekord Finlandii w skoku wzwyż do wyniku 2,17 m (19 września 1969 w Atenach).